# Kana Kitahara
Kana Kitahara (jap. 北原 佳奈, Kitahara Kana; * 17. Dezember 1988 in Fujieda) ist eine japanische Fußballspielerin.

## Karriere

### Verein
Kitahara spielte in der Jugend für die Kanto Gakuen-Universität. Sie begann ihre Karriere bei Albirex Niigata Ladies, wo sie von 2011 bis 2015 spielte. 2016 folgte dann der Wechsel zu Mynavi Vegalta Sendai Ladies.

### Nationalmannschaft
Im Jahr 2013 debütierte Kitahara für die japanischen Nationalmannschaft. Sie wurde in den Kader der Asienspiele 2014 und Weltmeisterschaft der Frauen 2015 berufen. Insgesamt bestritt sie neun Länderspiele für Japan.